# Natuurvezel

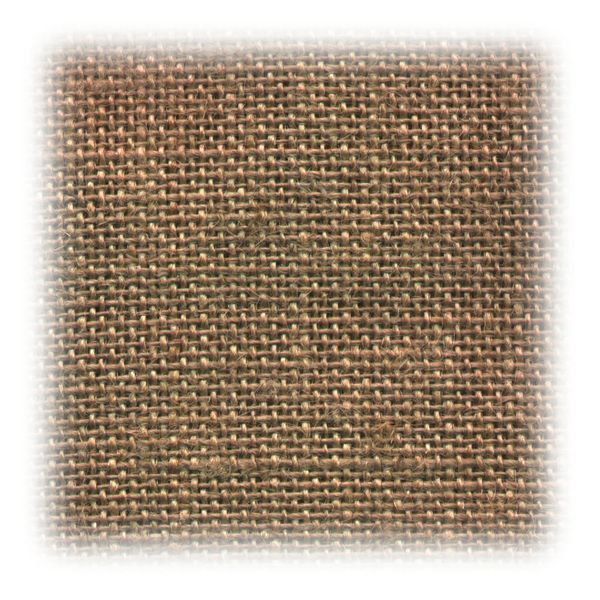
Jute

Een natuurvezel is een vezel van plantaardige, dierlijke of minerale oorsprong. 
Bekende natuurvezels zijn onder meer katoen, vlas, jute, wol, zijde en asbest.